# Адольф Лоос
Адольф Лоос (нім. Adolf Loos; 10 грудня 1870, Брно — 8 серпня 1933, Кальксбург (нині Відень)) — архітектор.

## Біографія
Народився у Брно в сім'ї скульптора. З 1890 по 1893 навчався в дрезденській Вищий технічній школі. Три роки провів у США. З 1897 почав виступати як теоретик та публіцист по питанням сучасної архітектури. У 1912 році організовує свою школу архітектури, яка закривається з початком Першої світової війни.

## Роботи
- «Будинок Лооса» у Відні. Нині — відділення «Raiffeisenbank»Інтер'єри кафе у Відні (1904).
- Вілла Беерра озеро Женфер (1904).

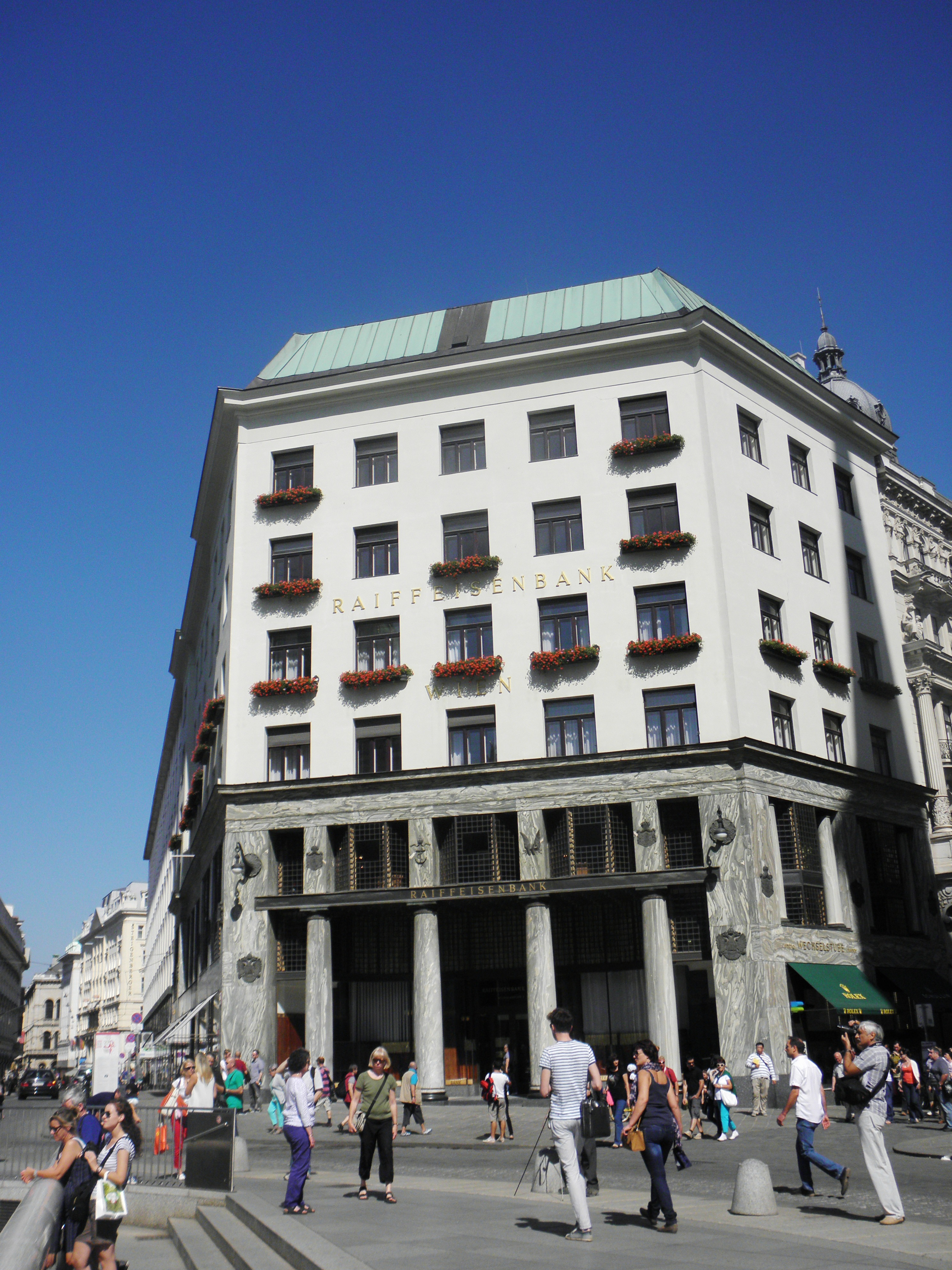
«Будинок Лооса» у Відні. Нині — відділення «Raiffeisenbank»

- Вілла Карма поблизу Монтре на Женевському озері (1904—1906).
- Інтер'єри американського бара «Кертнер-бар» в Кертнердурхганге (1908)
- Дім Штейнера Відень (1910).
- «Лоосхауз» Відень (1909—1911).
- Конкурсний проєкт будівлі для газети «Трибьюн Тауер» Чикаго (1910-ті).
- Дім Мюлера Прага 6, Над Градною водоймою, 14/642 (1928—1930). Вілла була побудована, як житловий будинок для пана Френсіса Мюллера. Зараз музей, експозиція присвячена творчості Адольфа Лооса.[8]
- Теоретична робота «Орнамент і злочин» (1908).